# Бульбашка фільтрів

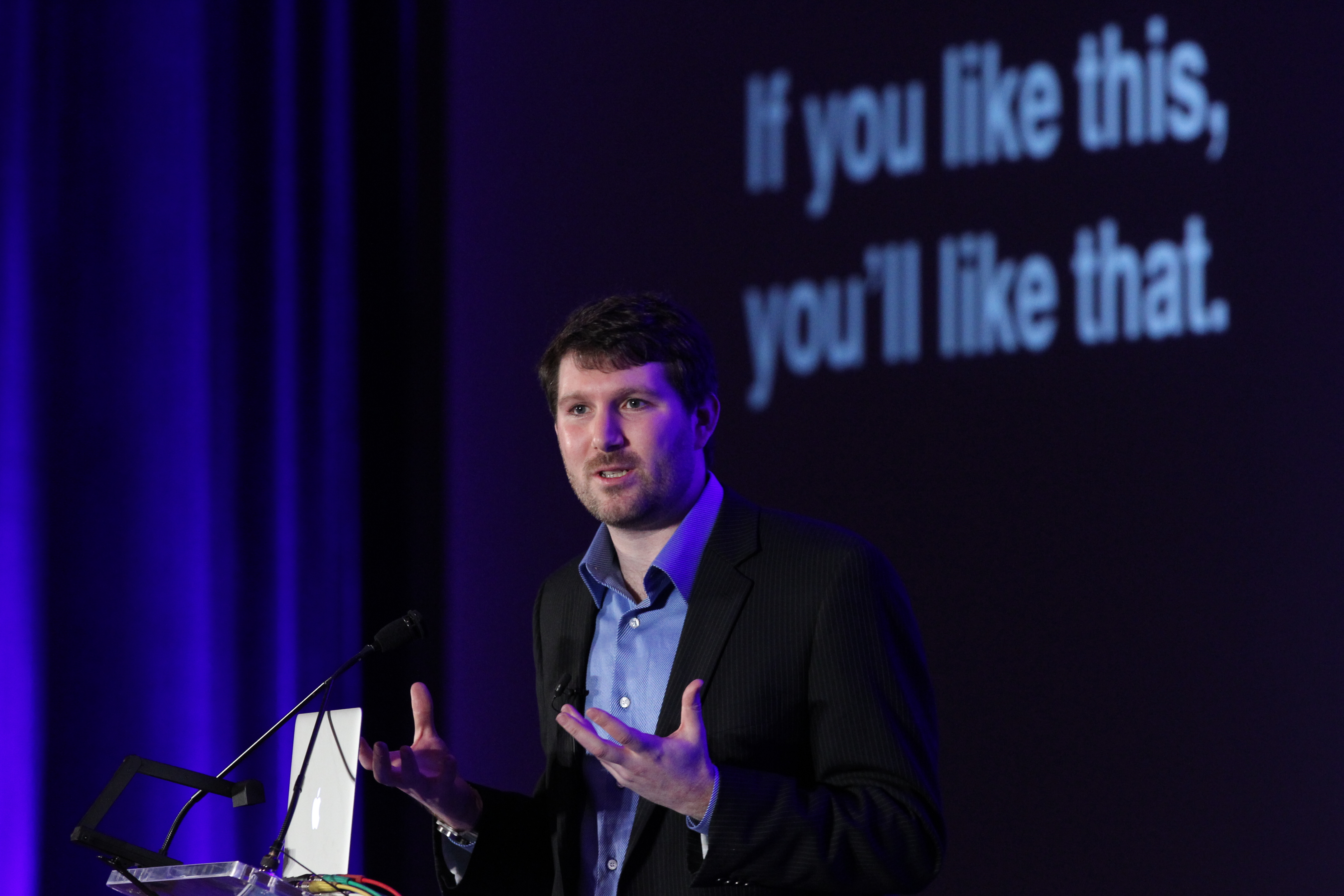
Елі Парайзер сформував термін в 2010 році

Бу́льбашка фі́льтрів (англ. filter bubble, іноді інформаційна бульбашка)  — це стан інтелектуальної ізоляції, явище, спричинене результатами персоналізованого пошуку, в якому алгоритм вебсайту вибірково припускає, яку інформацію користувач хотів би бачити, базуючись на інформації про користувача (як-от розташування, поведінка «після кліка» та історія пошуку). Як наслідок, користувачі відділяються від інформації, яка не відповідає їхнім поглядам, фактично ізолюючись у власних культурних або ідеологічних бульбашках. Робота пошукових алгоритмів не є прозорою. Яскравими прикладами є персоналізований пошук Google та персоналізована стрічка новин Facebook.

## Історія
Термін ввів активний користувач інтернету  Елі Парайзер (англ. Eli Pariser) у власній однойменній книзі. На думку Парайзера, користувачі зараз мають менше доступу до інформації, що суперечить їхнім поглядам та є ізольованими інтелектуально у власних інформаційних бульбашках. Парайзер навів приклад, в якому один користувач ввів у стрічку пошуку Google «BP» (англійською) і отримав новини про інвестиції в «Британську нафту», в той час як інший користувач за тим же самим запитом отримав інформацію про глибоководний вилив нафти. Дві сторінки результатів пошуку були «разюче відмінні». 
На думку Парайзера, інформаційна бульбашка має негативне значення для соціуму, проте існують інші погляди, що говорять про мінімальність впливу і можливість його усунення.
Парайзер визначив поняття «інформаційної бульбашки» в формальних термінах, як «персональна екосистема інформації, яка обслуговується певними алгоритмами». Для опису явища також використовувались терміни «ідеологічні рамки» і «образотворча сфера, що оточує під час пошуку в Інтернеті».

## Концепція
Історія пошуку формується протягом деякого часу перебування користувача на інтернет-сайтах. Його інтереси визначаються через переходи за посиланнями, перегляди друзів, відео, новин і т. д. Інтернет-компанії потім використовують цю інформацію для цільової реклами або модифікації результатів пошуку, коли деякі типи інформації з'являються частіше. 
В інформаційній бульбашці, за словами Парайзера, фільтрований пошук потенційно блокує наші нові ідеї та теми, обмежуючи доступ до інформації довкола лише нашими вподобаннями. На його думку, це шкідливо як для окремих індивідуумів, так і для суспільства в цілому. Парайзер критикує Google і Facebook за те, що вони надають користувачам «дуже багато цукерок і недостатньо моркви». Такі невидимі алгоритмічні редагування, можуть обмежувати висвітлення нової інформації і звужувати наш кругозір.
Як вважає Парайзер, негативні ефекти інформаційної бульбашки несуть шкоду для суспільства в тому сенсі, що надають можливість «підривати цивільний трактат» і роблять людей більш уразливими до «пропаганди і маніпулювання». 

У 2011 в «The Economist» Парайзер писав:
«Світ, створений зі знайомого, це світ в якому немає чого вивчати, (оскільки є) прихована автопропаганда, що годує нас нашими ж ідеями»Оригінальний текст (англ.)
"A world constructed from the familiar is a world in which there's nothing to learn ... (since there is) invisible autopropaganda, indoctrinating us with our own ideas."
  Бульбашка фільтрів описується як загострення феномену, що називається «улаком» або «кіберчленуванням», яке відбувається коли інтернет-простір стає поділеним на певні підгрупи людей, що мислять однаково та ізолюються всередині власної інтернет-спільноти і не взаємодіють з іншими точками зору; термін «кіберчленування» був введений в 1996 році.

## Критика
Існують суперечливі думки про міру використання персоналізованого фільтру і чи така діяльність вигідна або шкідлива. Аналітик Якоб Вайсберг (англ. Jacob Weisberg) зробив невеликий ненауковий експеримент, щоб перевірити теорію Парайзера, залучивши п'ять людей з різними ідеологічними переконаннями. Всі п'ятеро здійснили ідентичний пошуковий запит в чотирьох різних пошукових системах і отримали практично однакові результати. Це, на думку Вайсберга, свідчить про неефективність інформаційних фільтрів, і що поняття було надмірно розрекламовано. Книжковий рецензент Пол Бутен (англ. Paul Boutin) зробив подібний експеримент серед людей з різними пошуковими історіями, і отримав результати подібні до Вайсбера. Гарвардський професор права Джонатан Цзіттрен (англ. Jonathan Zittrain), коментуючи міру спотворення персональним фільтром пошукових результатів Google говорив, що «ефект пошукової персоналізації проявлявся в незначній мірі». 
Як заявляє компанія Google, користувачі її послуг можуть вимкнути функції персоналізації за своїм бажанням. 
Аналітик Дуґ Ґросс (англ. Doug Gross) з телеканалу CNN висловив припущення про те, що персоналізований пошук корисний у випадку, якщо ви шукаєте товари і послуги. Так, при замовленні піци, персоналізовані фільтри допомагають швидше знайти варіанти місцевої служби доставки, відкинувши пропозиції піцерій, що знаходяться далеко від користувача.
Наразі інтернет-сайти Washington Post, The New York Times та деякі інші склали домовленість про докладання спільних зусиль для створення персоналізованих інформаційних систем з метою моделювання результатів пошуку, які користувачам сподобаються і здадуться корисними